# Oxystophyllum floridanum
Oxystophyllum floridanum är en orkidéart som först beskrevs av André Guillaumin, och fick sitt nu gällande namn av Mark Alwin Clements. Oxystophyllum floridanum ingår i släktet Oxystophyllum och familjen orkidéer. Inga underarter finns listade i Catalogue of Life.